# Tricladiaceae
 Tricladiaceae P.R. Johnst. & Baschien. – rodzina grzybów z rzędu tocznikowców (Helotiales).

## Charakterystyka
Przedstawiciele tej rodziny występują w wilgotnych siedliskach. Anamorfa tworzy złożone, wydłużone, zakrzywione, rozgałęzione lub zwinięte konidia. Teleomorfa wytwarza siedzące lub wyrastające na trzonkach, gładkie apotecja, bardziej lub mniej kuliste, nieżżelatynowane, zbudowane z cienkościennych komórek i przypominające wyglądem apotecja Hymenoscyphus.
Rodzina ta została utworzona w 2020 r., aby rozwiązać polifiletyczną naturę rodziny Solenopeziaceae. Na podstawie badań genetycznych z wykorzystaniem  15 genów wydzielono z niej  kilka monofiletycznych rodzajów, które obecnie tworzą rodzinę Tricladiaceae. Wraz z siostrzanymi rodzinami Pleuroascaceae, Helotiaceae i Solenopeziaceae tworzy klad o podstawowym pokrewieństwie z rodziną Lachnaceae.

## Systematyka
Pozycja w klasyfikacji według Index Fungorum: 
 Tricladiaceae, Helotiales, Leotiomycetidae, Leotiomycetes, Pezizomycotina, Ascomycota, Fungi.
Według aktualizowanej klasyfikacji Index Fungorum bazującej na Dictionary of the Fungi do rodziny Tricladiaceae należą rodzaje:
- Cudoniella Sacc. 1889
- Geniculospora Sv. Nilsson ex Marvanová & Sv. Nilsson 1971
- Graddonia Dennis 1955
- Halenospora E.B.G. Jones 2009
- Mycofalcella Marvanová, Om-Kalth. & J. Webster 1993
- Spirosphaera Beverw. 1953
- Tricladium Ingold 1942[1].